# Грір (Аризона)
Грір (англ. Greer) — переписна місцевість (CDP) та невключена територія в США, в окрузі Апачі штату Аризона. Населення — 58 осіб (2020).

## Географія
Грір розташований за координатами 34°0′24″ пн. ш. 109°27′37″ зх. д. / 34.00667° пн. ш. 109.46028° зх. д. (34.006577, -109.460206).  За даними Бюро перепису населення США в 2010 році переписна місцевість мала площу 1,37 км², з яких 1,37 км² — суходіл та 0,00 км² — водойми.

### Клімат
| Клімат : Грір                                | Клімат : Грір | Клімат : Грір | Клімат : Грір | Клімат : Грір | Клімат : Грір | Клімат : Грір | Клімат : Грір | Клімат : Грір | Клімат : Грір | Клімат : Грір | Клімат : Грір | Клімат : Грір | Клімат : Грір |
| Показник                                     | Січ.          | Лют.          | Бер.          | Квіт.         | Трав.         | Черв.         | Лип.          | Серп.         | Вер.          | Жовт.         | Лист.         | Груд.         | Рік           |
| Абсолютний максимум, °C                      | 18,3          | 25,6          | 23,9          | 23,3          | 28,9          | 31,7          | 32,2          | 30,6          | 26,7          | 25,0          | 21,7          | 17,2          | 32,2          |
| Середній максимум, °C                        | 5,4           | 6,4           | 9,1           | 13,4          | 18,4          | 23,7          | 24,2          | 22,6          | 20,1          | 15,5          | 10,0          | 5,8           | 14,6          |
| Середній мінімум, °C                         | −9,4          | −8,1          | −5,9          | −3            | 0,8           | 4,9           | 8,5           | 8,0           | 4,9           | −0,6          | −5,2          | −8,8          | −1,2          |
| Абсолютний мінімум, °C                       | −31,1         | −29,4         | −26,1         | −20           | −13,3         | −4,4          | 0,6           | 0,6           | −6,7          | −14,4         | −25           | −28,9         | −31,1         |
| Норма опадів, мм                             | 39            | 37            | 39            | 21            | 18            | 21            | 108           | 112           | 53            | 45            | 31            | 45            | 568           |
| -------------------------------------------- | ------------- | ------------- | ------------- | ------------- | ------------- | ------------- | ------------- | ------------- | ------------- | ------------- | ------------- | ------------- | ------------- |
| Джерело: The Western Regional Climate Center |               |               |               |               |               |               |               |               |               |               |               |               |               |

## Демографія
Згідно з переписом 2010 року, у переписній місцевості мешкала 41 особа в 20 домогосподарствах у складі 13 родин. Густота населення становила 30 осіб/км².  Було 167 помешкань (122/км²).
Расовий склад населення:
| - 97,6 % — білих - 2,4 % — осіб інших рас |

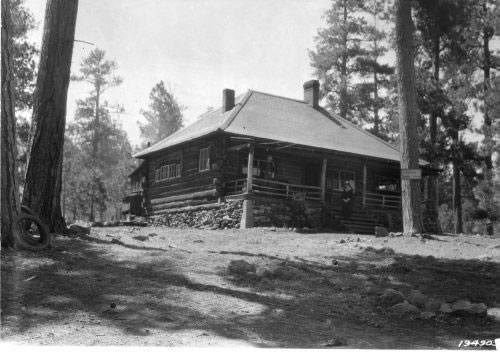
Будиночок лісничого в Грірі, 1924

До двох чи більше рас належало 0,0 %. Частка іспаномовних становила 12,2 % від усіх жителів.
За віковим діапазоном населення розподілялося таким чином: 14,6 % — особи молодші 18 років, 73,2 % — особи у віці 18—64 років, 12,2 % — особи у віці 65 років та старші. Медіана віку мешканця становила 51,8 року. На 100 осіб жіночої статі у переписній місцевості припадало 105,0 чоловіків;  на 100 жінок у віці від 18 років та старших — 94,4 чоловіків також старших 18 років.
Цивільне працевлаштоване населення становило 0 осіб.